# Вулиця Миколи Носова
Вулиця Миколи Носова — вулиця у Святошинському районі міста Києва, місцевість Берковець. Пролягає від вулиці Антоні Новосельського до вулиці Михайла Рибакова (офіційно — далі на 500 м на південь, до кінця забудови).

## Історія
Вулиця виникла наприкінці 2010-х роках під проектною назвою вулиця Проектна 13004. Назва — на честь російського радянського письменника, автора трилогії «Незнайко» Миколи Носова надана 2018 року.